# 卢卡斯-莱默检验法
卢卡斯-莱默检验法（英語：Lucas–Lehmer primality test），是数学中检验梅森数的素性检验，由法國數學家爱德华·卢卡斯（Édouard Lucas）于1878年完善，美國數學家德里克·亨利·莱默（Derrick Henry Lehmer）随后于1930年代将其改进。
因特网梅森質数大搜索用这个检验法找到了不少很大的質数，最近几个最大的質数就是这个项目发现的。由于梅森数比随机选择的整数更有可能是質数，因此他们认为这是一个极有用的方法。

## 方法
卢卡斯－莱默检验法原理是这样：

令梅森数
Mp = 2p− 1作为检验对象（预设p是質数，否则Mp就是合数了）。
定义序列{si }：所有的i ≥ 0 
| {\displaystyle s_{i}={\begin{cases}\;\;\,4\\s_{i-1}^{2}-2\end{cases}}} | ，如果{\displaystyle \displaystyle i=0}； |
| {\displaystyle s_{i}={\begin{cases}\;\;\,4\\s_{i-1}^{2}-2\end{cases}}} | ，如果{\displaystyle \displaystyle i>0}。 |
.
.
.
这个序列的开始几项是4, 14, 194, 37634, ... （OEIS數列A003010）
那么Mp是素数当且仅当
{\displaystyle s_{p-2}\equiv 0{\pmod {M_{p}}};}
否则, Mp是合数。

sp − 2模Mp的余数叫做p的卢卡斯－莱默余数。

## 例子
假设我们想验证M3 = 7是素数。我们从s=4开始，并更新3−2 = 1次，把所有的得数模7：
- s ← ((4×4) − 2) mod 7 = 0

由于我们最终得到了一个能被7整除的s，因此M3是素数。
另一方面，M11 = 2047 = 23×89就不是素数。我们仍然从s=4开始，并更新11−2 = 9次，把所有的得数模2047：
- s ← ((4×4) − 2) mod 2047 = 14
- s ← ((14×14) − 2) mod 2047 = 194
- s ← ((194×194) − 2) mod 2047 = 788
- s ← ((788×788) − 2) mod 2047 = 701
- s ← ((701×701) − 2) mod 2047 = 119
- s ← ((119×119) − 2) mod 2047 = 1877
- s ← ((1877×1877) − 2) mod 2047 = 240
- s ← ((240×240) − 2) mod 2047 = 282
- s ← ((282×282) − 2) mod 2047 = 1736

由于s最终仍未能被2047整除，因此M11=2047不是素数。但是，我们从这个检验法仍然无法知道2047的因子，只知道它的卢卡斯-莱默余数1736。

## 正确性的证明
我们注意到{\displaystyle {\langle }s_{i}{\rangle }}是一个具有闭式解的递推关系。定义{\displaystyle \omega =2+{\sqrt {3}}}及{\displaystyle {\bar {\omega }}=2-{\sqrt {3}}}；我们可以用数学归纳法来验证对于所有i，都有{\displaystyle s_{i}=\omega ^{2^{i}}+{\bar {\omega }}^{2^{i}}}：
{\displaystyle s_{0}=\omega ^{2^{0}}+{\bar {\omega }}^{2^{0}}=(2+{\sqrt {3}})+(2-{\sqrt {3}})=4}。
{\displaystyle {\begin{array}{lcl}s_{n}&=&s_{n-1}^{2}-2\\&=&\left(\omega ^{2^{n-1}}+{\bar {\omega }}^{2^{n-1}}\right)^{2}-2\\&=&\omega ^{2^{n}}+{\bar {\omega }}^{2^{n}}+2(\omega {\bar {\omega }})^{2^{n-1}}-2\\&=&\omega ^{2^{n}}+{\bar {\omega }}^{2^{n}},\\\end{array}}}
最后一个步骤可从{\displaystyle \omega {\bar {\omega }}=(2+{\sqrt {3}})(2-{\sqrt {3}})=1}推出。在两个部分中，我们都将用到这个结果。

### 充分性
我们希望证明{\displaystyle s_{p-2}\equiv 0{\pmod {M_{p}}}}意味着{\displaystyle M_{p}}是素数。我们叙述一个利用初等群论的证明，由J. W.布鲁斯给出。
假设{\displaystyle s_{p-2}\equiv 0{\pmod {M_{p}}}}。那么对于某个整数k，有{\displaystyle \omega ^{2^{p-2}}+{\bar {\omega }}^{2^{p-2}}=kM_{p}}，以及：
{\displaystyle {\begin{array}{rcl}\omega ^{2^{p-2}}&=&kM_{p}-{\bar {\omega }}^{2^{p-2}}\\\left(\omega ^{2^{p-2}}\right)^{2}&=&kM_{p}\omega ^{2^{p-2}}-(\omega {\bar {\omega }})^{2^{p-2}}\\\omega ^{2^{p-1}}&=&kM_{p}\omega ^{2^{p-2}}-1.\quad \quad \quad \quad \quad (1)\\\end{array}}}
现在假设Mp是合数，其非平凡素因子q > 2（所有梅森素数都是奇数）。定义含有q2个元素的集合{\displaystyle X=\{a+b{\sqrt {3}}|a,b\in \mathbb {Z} _{q}\}}，其中{\displaystyle \mathbb {Z} _{q}}是模q的整数，是一个有限域。X中的乘法运算定义为：
{\displaystyle (a+b{\sqrt {3}})(c+d{\sqrt {3}})=[(ac+3bd){\hbox{ mod }}q]+[(bc+ad){\hbox{ mod }}q]{\sqrt {3}}}.
由于q > 2，因此{\displaystyle \omega }和{\displaystyle {\bar {\omega }}}位于X内。任何两个位于X内的数的乘积也一定位于X内，但它不是一个群，因为不是所有的元素x都有逆元素y，使得xy = 1。如果我们只考虑有逆元素的元素，我们便得到了一个群X*，它的大小最多为{\displaystyle q^{2}-1}（因为0没有逆元素）。
现在，由于{\displaystyle M_{p}\equiv 0{\pmod {q}}}，且{\displaystyle \omega \in X}，我们有{\displaystyle kM_{p}\omega ^{2^{p-2}}=0}，根据方程(1)可得{\displaystyle \omega ^{2^{p-1}}=-1}。两边平方，得{\displaystyle \omega ^{2^{p}}=1}，证明了{\displaystyle \omega }是可逆的，其逆元素为{\displaystyle \omega ^{2^{p}-1}}，因此位于X*内，它的目能整除{\displaystyle 2^{p}}。实际上，这个阶必须等于{\displaystyle 2^{p}}，因为{\displaystyle \omega ^{2^{p-1}}\neq 1}，因此这个阶不能整除{\displaystyle 2^{p-1}}。由于群元素的阶最多就是群的大小，我们便得出结论，{\displaystyle 2^{p}\leq q^{2}-1<q^{2}}。但由于q是{\displaystyle M_{p}}的一个非平凡素因子，我们必须有{\displaystyle q^{2}\leq M_{p}=2^{p}-1}，得出矛盾{\displaystyle 2^{p}<2^{p}-1}。因此{\displaystyle M_{p}}是素数。

### 必要性
我们假设{\displaystyle M_{p}}是素数，欲推出{\displaystyle s_{p-2}\equiv 0{\pmod {M_{p}}}}。我们叙述一个Öystein J. R.
Ödseth的证明。首先，注意到3是模 Mp的二次非剩余，这是因为对于奇数p > 1，2 p − 1只取得值7 mod 12，因此从勒让德符号的性质可知{\displaystyle (3|M_{p})}是−1。根据欧拉准则，可得：
{\displaystyle 3^{(M_{p}-1)/2}\equiv -1{\pmod {M_{p}}}}.
另一方面，2是模{\displaystyle M_{p}}的二次剩余，这是因为{\displaystyle 2^{p}\equiv 1{\pmod {M_{p}}}}，因此{\displaystyle 2\equiv 2^{p+1}=\left(2^{(p+1)/2}\right)^{2}{\pmod {M_{p}}}}。根据欧拉准则，可得：
{\displaystyle 2^{(M_{p}-1)/2}\equiv 1{\pmod {M_{p}}}}.
接着，定义{\displaystyle \sigma =2{\sqrt {3}}}，并像前面那样，定义X*为{\displaystyle \{a+b{\sqrt {3}}|a,b\in \mathbb {Z} _{M_{p}}\}}的乘法群。我们将用到以下的引理：
{\displaystyle (x+y)^{M_{p}}\equiv x^{M_{p}}+y^{M_{p}}{\pmod {M_{p}}}}
（根据费马小定理），以及
{\displaystyle a^{M_{p}}\equiv a{\pmod {M_{p}}}}
对于所有整数a（费马小定理）。
那么，在群X*中，我们有：
{\displaystyle {\begin{array}{lcl}(6+\sigma )^{M_{p}}&=&6^{M_{p}}+(2^{M_{p}})({\sqrt {3}}^{M_{p}})\\&=&6+2(3^{(M_{p}-1)/2}){\sqrt {3}}\\&=&6+2(-1){\sqrt {3}}\\&=&6-\sigma .\end{array}}}
简单计算可知  {\displaystyle \omega =(6+\sigma )^{2}/24}。我们可以用这个结果来计算群X*中的{\displaystyle \omega ^{(M_{p}+1)/2}}：
{\displaystyle {\begin{array}{lcl}\omega ^{(M_{p}+1)/2}&=&(6+\sigma )^{M_{p}+1}/24^{(M_{p}+1)/2}\\&=&(6+\sigma )^{M_{p}}(6+\sigma )/(24\times 24^{(M_{p}-1)/2})\\&=&(6-\sigma )(6+\sigma )/(-24)\\&=&-1.\end{array}}}
其中我们用到了以下的事实：
{\displaystyle 24^{(M_{p}-1)/2}=(2^{(M_{p}-1)/2})^{3}(3^{(M_{p}-1)/2})=(1)^{3}(-1)=-1}。
由于{\displaystyle M_{p}\equiv 3{\pmod {4}}}，我们还需要做的就是把方程的两边乘以{\displaystyle {\bar {\omega }}^{(M_{p}+1)/4}}，并利用{\displaystyle \omega {\bar {\omega }}=1}：
{\displaystyle {\begin{array}{rcl}\omega ^{(M_{p}+1)/2}{\bar {\omega }}^{(M_{p}+1)/4}&=&-{\bar {\omega }}^{(M_{p}+1)/4}\\\omega ^{(M_{p}+1)/4}+{\bar {\omega }}^{(M_{p}+1)/4}&=&0\\\omega ^{(2^{p}-1+1)/4}+{\bar {\omega }}^{(2^{p}-1+1)/4}&=&0\\\omega ^{2^{p-2}}+{\bar {\omega }}^{2^{p-2}}&=&0\\s_{p-2}&=&0.\\\end{array}}}
由于sp−2是整数，且在X*内是零，因此它也是零mod Mp。